# Dipoena orvillei
Dipoena orvillei là một loài nhện trong họ Theridiidae.
Loài này thuộc chi Dipoena. Dipoena orvillei được Arthur Merton Chickering miêu tả năm 1943.